# Morkarla landskommun
Morkarla landskommun var tidigare en kommun i Uppsala län.

## Administrativ historik
Den 1 januari 1863, när kommunalförordningarna började tillämpas, skapades över hela riket cirka 2 500 kommuner, varav 89 städer, 8 köpingar och resten landskommuner.
Då inrättades i Morkarla socken i Olands härad i Uppland denna kommun
1952 genomfördes den första av 1900-talets två genomgripande kommunreformer i Sverige. Denna kommun uppgick då i Dannemora landskommun som 1974 uppgick i Östhammars kommun.

## Politik

### Mandatfördelning i Morkarla landskommun 1942-1946
| 7 | 13 |

| 20 |

| 7 | 7 | 6 |

| 20 |